# Lixy
Pour le Pokémon homonyme, voir Lixy.
Lixy est une commune française située dans le département de l'Yonne en région Bourgogne-Franche-Comté.

## Géographie
Lixy est situé dans le Gâtinais bourguignon (nord de la Bourgogne), secteur Est du Gâtinais qui couvre une partie des départements de l’Yonne, du Loiret et de Seine-et-Marne.
Une situation autoroutière, et ferroviaire exceptionnelle, Saint Valérien, situé à 1h30 de Paris, en conditions de circulation normale, bénéficie de la proximité de l’autoroute française A19, au point d’entrée de Villeneuve-la-Dondagre, qui mène en quelques km à l’A5, Melun-Sénart-Troyes et l’Est vers l’Europe, et à l’A6, Paris-Lyon et le Sud-Est.
Cet ensemble autoroutier devrait se développer dans les prochaines années avec une nouvelle liaison prolongeant l’A19 jusqu’à Orléans, pour atteindre directement les régions Sud-Ouest et l’Ouest.
Situé à 12 km de Sens, Lixy bénéficie aussi de la liaison ferroviaire du TGV-Méditerranée, qui chaque jour, sauf les samedis, fait une étape à Sens à 8h18. Ainsi Saint Valérien est à 2h de Lyon et 3h50 de Marseille.

### Climat
Pour des articles plus généraux, voir Climat de la Bourgogne-Franche-Comté et Climat de l'Yonne.
En 2010, le climat de la commune est de type climat océanique dégradé des plaines du Centre et du Nord, selon une étude du Centre national de la recherche scientifique s'appuyant sur une série de données couvrant la période 1971-2000. En 2020, Météo-France publie une typologie des climats de la France métropolitaine dans laquelle la commune est exposée à un climat océanique altéré et est dans la région climatique  Nord-est du bassin Parisien, caractérisée par un ensoleillement médiocre, une pluviométrie moyenne régulièrement répartie au cours de l’année et un hiver froid (3 °C). 
Pour la période 1971-2000, la température annuelle moyenne est de 10,6 °C, avec une amplitude thermique annuelle de 15,5 °C. Le cumul annuel moyen de précipitations est de 727 mm, avec 11,6 jours de précipitations en janvier et 7,9 jours en juillet. Pour la période 1991-2020, la température moyenne annuelle observée sur la station météorologique de Météo-France la plus proche, « La Brosse-Mx », sur la commune de La Brosse-Montceaux à 13 km à vol d'oiseau, est de 12,0 °C et le cumul annuel moyen de précipitations est de 652,9 mm. 
La température maximale relevée sur cette station est de 42,9 °C, atteinte le 25 juillet 2019 ; la température minimale est de −20,5 °C, atteinte le 17 janvier 1985,,. 
Les paramètres climatiques de la commune ont été estimés pour le milieu du siècle (2041-2070) selon différents scénarios d'émission de gaz à effet de serre à partir des nouvelles projections climatiques de référence DRIAS-2020. Ils sont consultables sur un site dédié publié par Météo-France en novembre 2022.

## Urbanisme

### Typologie
Au 1er janvier 2024, Lixy est catégorisée commune rurale à habitat dispersé, selon la nouvelle grille communale de densité à sept niveaux définie par l'Insee en 2022.
Elle est située hors unité urbaine. Par ailleurs la commune fait partie de l'aire d'attraction de Paris, dont elle est une commune de la couronne,. Cette aire regroupe 1 929 communes,.

### Occupation des sols
L'occupation des sols de la commune, telle qu'elle ressort de la base de données européenne d’occupation biophysique des sols Corine Land Cover (CLC), est marquée par l'importance des territoires agricoles (85,6 % en 2018), en diminution par rapport à 1990 (87,9 %). La répartition détaillée en 2018 est la suivante : 
terres arables (66,7 %), zones agricoles hétérogènes (18,9 %), forêts (12,1 %), espaces verts artificialisés, non agricoles (2,2 %). L'évolution de l’occupation des sols de la commune et de ses infrastructures peut être observée sur les différentes représentations cartographiques du territoire : la carte de Cassini (XVIIIe siècle), la carte d'état-major (1820-1866) et les cartes ou photos aériennes de l'IGN pour la période actuelle (1950 à aujourd'hui).

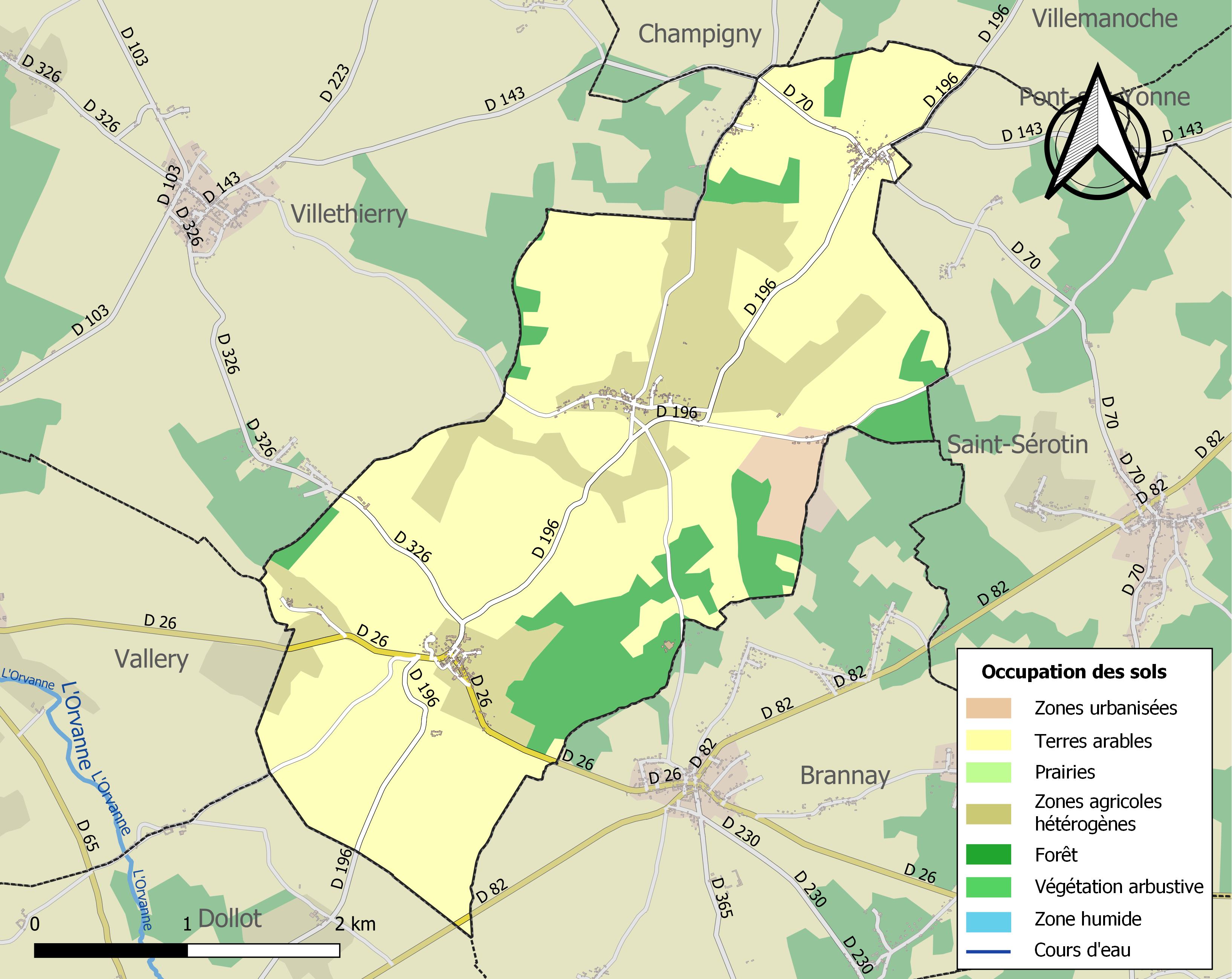
Carte des infrastructures et de l'occupation des sols de la commune en 2018 (CLC).

## Histoire
Terre ("Lissiacum") donnée en 1132 à l'abbaye de Saint-Jean-lès-Sens par Salon, vicomte de Sens, et placée en pariage sous la protection de l'abbaye et du roi. Rattachée au duché de Nemours en 1404. Prieuré-cure à la collation de l'abbaye jusqu'en 1679, date à laquelle celle-ci fut unie au séminaire de Sens.

## Politique et administration
| Période | Période | Identité        | Étiquette | Qualité |
| ------- | ------- | --------------- | --------- | ------- |
| 1944    | 1945    | Gaston Pouthe   |           |         |
| 1945    | 1959    | Eli Percheron   |           |         |
| 1959    | 1986    | Gaston Pouthe   |           |         |
| 1986    | 2008    | Monique Jean    |           |         |
| 2008    |         | Olivier Quintin |           |         |

### Jumelages
La commune de Lixy n'est jumelée avec aucune autre commune.

## Démographie
L'évolution du nombre d'habitants est connue à travers les recensements de la population effectués dans la commune depuis 1793. Pour les communes de moins de 10 000 habitants, une enquête de recensement portant sur toute la population est réalisée tous les cinq ans, les populations de référence des années intermédiaires étant quant à elles estimées par interpolation ou extrapolation. Pour la commune, le premier recensement exhaustif entrant dans le cadre du nouveau dispositif a été réalisé en 2004.

En 2022, la commune comptait 489 habitants, en évolution de +10,88 % par rapport à 2016 (Yonne : −1,95 %, France hors Mayotte : +2,11 %).
| 1793 | 1800 | 1806 | 1821 | 1831 | 1836 | 1841 | 1846 | 1851 |
| ---- | ---- | ---- | ---- | ---- | ---- | ---- | ---- | ---- |
| 380  | 374  | 373  | 404  | 453  | 484  | 513  | 537  | 564  |

| 1856 | 1861 | 1866 | 1872 | 1876 | 1881 | 1886 | 1891 | 1896 |
| ---- | ---- | ---- | ---- | ---- | ---- | ---- | ---- | ---- |
| 549  | 501  | 526  | 481  | 499  | 472  | 451  | 426  | 402  |

| 1901 | 1906 | 1911 | 1921 | 1926 | 1931 | 1936 | 1946 | 1954 |
| ---- | ---- | ---- | ---- | ---- | ---- | ---- | ---- | ---- |
| 370  | 372  | 360  | 325  | 339  | 347  | 323  | 329  | 326  |

| 1962 | 1968 | 1975 | 1982 | 1990 | 1999 | 2004 | 2006 | 2009 |
| ---- | ---- | ---- | ---- | ---- | ---- | ---- | ---- | ---- |
| 284  | 240  | 226  | 215  | 298  | 345  | 436  | 446  | 438  |

| 2014 | 2019 | 2022 | - | - | - | - | - | - |
| ---- | ---- | ---- | - | - | - | - | - | - |
| 441  | 472  | 489  | - | - | - | - | - | - |

## Économie
- Établissement d'éducation spécialisé : Le Centre de L'Orval accueille les personnes victimes de traumatismes crâniens afin de pourvoir à leur réinsertion. Cet établissement médicalisé permet aux accidentés de pouvoir réapprendre à vivre dans la société.
- Agence de communication graphique : Lixy Com est une société de création et réalisation de documents imprimés ou à destination du web.

## Culture locale et patrimoine

### Lieux et monuments
Le ru l'Orval qui prend naissance près de Lixy et se jette dans l'Orvanne à Blennes.
Appelé aussi "ruisseau des bergeries" faisait tourner plusieurs moulins et alimentait deux étangs à Brannay et un à Lixy.
Objets classés aux Monuments historiques, dans l'église :
- Fonts baptismaux, pied composé de deux chapiteaux : Sculpture pierre taillée. Protégés le 08/06/1984 au titre d'objet ;
- Tabernacle du maître-autel, neuf statuettes : Sculpture bois taillé, peint.  Protégé le 25/10/1962 au titre d'objet ;
- Statue de sainte Marie Magdeleine : Sculpture pierre taillée. Protégée le 25/10/1962 au titre d'objet ;
- Statue : Abbé Sculpture pierre taillée. Protégée le 25/10/1962 au titre d'objet.

### Héraldique
| Blason de Lixy | Blason  | D'argent à une volute de crosse abbatiale de gueules, à la bordure de sable chargée de douze besants d'or ; au chef brochant d'azur semé de fleurs de lys d'or. |
| Blason de Lixy | Détails | Le statut officiel du blason reste à déterminer. |

## Pour approfondir